# (34081) Chowkitmun
2000 PH1 (asteroide 34081) é um asteroide da cintura principal. Possui uma excentricidade de 0.10529710 e uma inclinação de 7.10901º.
Este asteroide foi descoberto no dia 1 de agosto de 2000 por LINEAR em Socorro.